# Wolkoff
Wolkoff (en ruso: Во́лков; en hebreo: וולקוב), es un apellido ruso y asquenazí. Una variación más común es Volkov. Personas notables portando este apellido incluyen:
- Alexander Wolkoff (1844-1928, firmado como A. N. Roussoff), pintor y botánico ruso; véase también Palacio Barbaro Wolkoff.
- Anna Wolkoff (1902-1973), administradora británica nacida en Rusia
- Norma Lerner (nacida en 1935/36 como Norma Wolkoff ), multimillonaria estadounidense
- Stephanie Winston Wolkoff, ejecutiva estadounidense de moda y entretenimiento, asesora principal de Melania Trump